# Kentaro Iida
Kentaro Iida –en japonés, 飯田 健太郎, Iida Kentaro– (4 de mayo de 1998) es un deportista japonés que compite en judo. Ganó una medalla de oro en los Juegos Asiáticos de 2018, en la categoría de –100 kg.

## Palmarés internacional
| Juegos Asiáticos | Juegos Asiáticos    | Juegos Asiáticos | Juegos Asiáticos |
| Año              | Lugar               | Medalla          | Categoría        |
| ---------------- | ------------------- | ---------------- | ---------------- |
| 2018             | Yakarta (Indonesia) | Medalla de oro   | –100 kg          |